# Noisy Stylus
Noisy Stylus ist eine Turntablist-Crew aus Deutschland, die 1997 gegründet wurde und aus den DJs Adlib (DJ), Tre Styles, Tobeyer und Dynamike besteht.

## Geschichte
Turntablist Crew bedeutet im Fall von Noisy Stylus, dass die einzelnen DJs an den Plattenspielern die Funktionen von Musikern im Rahmen eines „herkömmlichen“ Bandkonzeptes übernehmen. Jeder der vier DJs übernimmt also ein „Musikinstrument“, das er durch diverse Scratchmanöver am Plattenspieler nachempfindet. Das Ergebnis dieses Zusammenwirkens ist schließlich nichts als komplettes Musikrecycling mittels ausgefeilter DJ-Techniken.
14 solcher Lieder sind auch auf dem Noisy Stylus Album Table Manners zu finden, das als erstes komplett an den Plattenspielern entstandene Album Europas gilt.
Noisy Stylus trägt vier nationale DJ-Champion-Titel (German DMC-Champion 2001, German DMC Team-Champion 2002 und 2003, German ITF Team-Champion 2004) sowie zwei internationale Titel (European ITF Team-Champion 2004 und ITF Vice-World Team-Champion 2004).
Bis heute hat Noisy Stylus, neben dem Album Table Manners, zwei 12″-Singles und vier Break-Platten, alle auf Beatz aus der Bude Records, veröffentlicht. Ebenso wurden einige ihrer Tracks auch auf internationalen Compilations wie der Transmissions-CD von Asisphonics-Records, Cuts of Culture von Turntable Radio/Eclectic Break Records oder auch auf Volume V der legendären Return of the DJ-Serie von Bomb Hip Hop Records veröffentlicht.
Auch zeichnet Noisy Stylus sich für den Remix von D-Styles' Mr. Arrogant verantwortlich.
Noisy Stylus veröffentlichte in Zusammenarbeit mit Magma DJ-Bags eine eigens konzipierte und patentierte DJ-Tasche (Noisy Stylus DJ-Battle Bag) sowie in Zusammenarbeit mit Ecler die Noisy Stylus Editionen der Battle-Mixer HAK 360 und HAK 380.

## Diskografie

### Alben
- 2005: Table Manners

### Singles
- 2001: Broccoli Wars (b/w Spaceship Explorers)
- 2003: Superstar featuring Olli Banjo (b/w Stick 'em up)
- 2005: Summertime (b/w Battle Mentality)

### Sonstige
- 2001: Noisy Breaks (Vinyl)
- 2002: Stylus Breaks (Vinyl)
- 2003: Tobeyer’s Pizza Breaks (Vinyl)
- 2004: Snatched Breaks (Vinyl)